# Matthieu Androdias

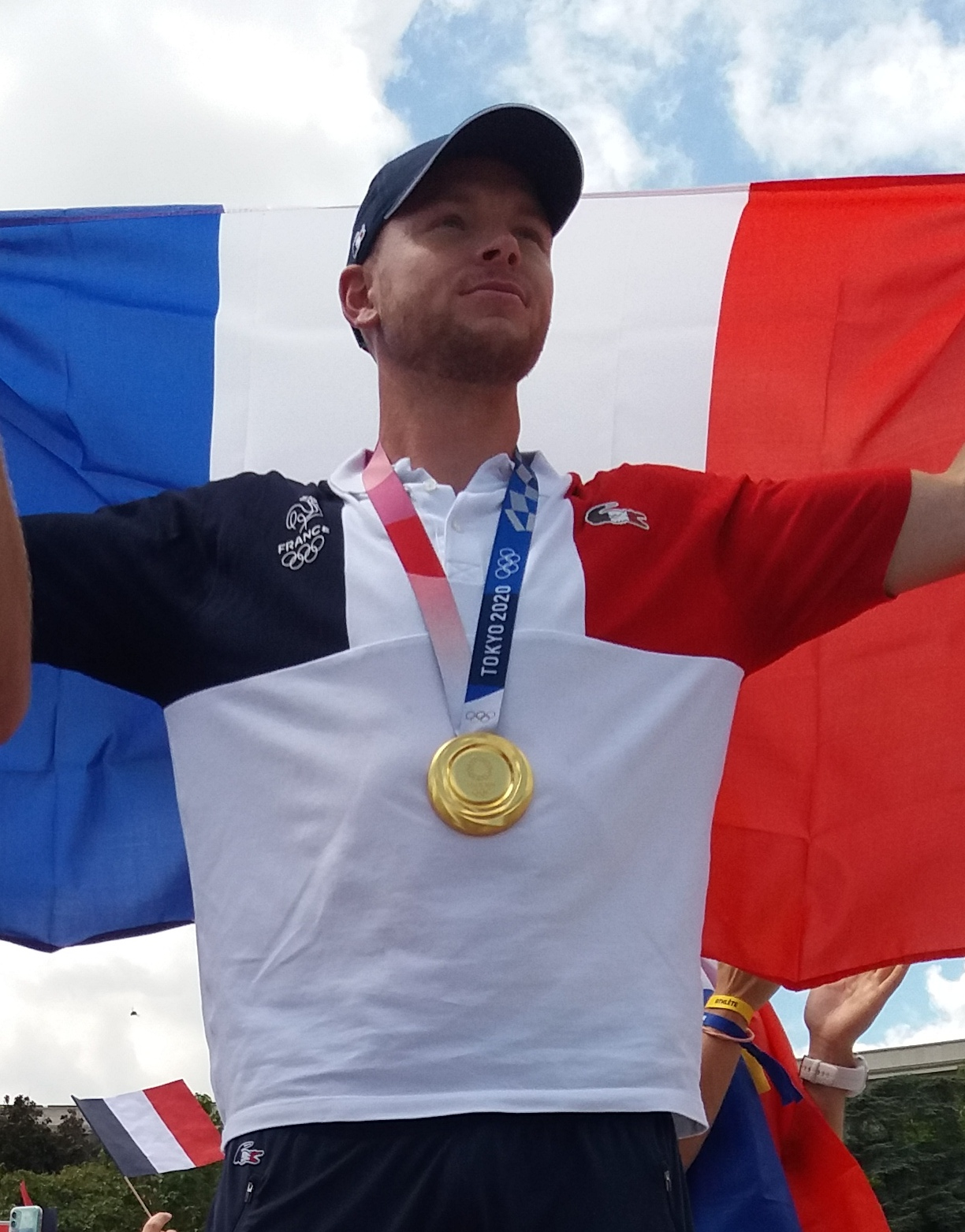
Matthieu Androdias, 2021

Matthieu Androdias (* 11. Juni 1990 in La Rochelle) ist ein französischer Ruderer und Olympiasieger.

## Karriere
Androdias begann 2005 mit dem Rudersport. 2008 belegte er mit dem Doppelvierer den fünften Platz bei den Junioren-Weltmeisterschaften, 2009 war er mit dem Doppelvierer Vierter bei den U23-Weltmeisterschaften. 2011 belegte er den 13. Platz im Doppelvierer bei den Weltmeisterschaften in der Erwachsenenklasse. 2012 qualifizierte sich der Doppelvierer in Luzern für die Olympischen Spiele. Bei der Olympischen Regatta in Eton belegten Benjamin Chabanet, Matthieu Androdias, Pierre-Jean Peltier und Adrien Hardy den zehnten Platz.
2013 belegte Androdias im Einer den neunten Platz bei den Europameisterschaften, bei den Weltmeisterschaften ruderte er mit dem Achter auf den sechsten Platz. 2014 erreichte der französische Achter sowohl bei den
Europameisterschaften als auch bei den Weltmeisterschaften den fünften Platz.
2015 bildete Androdias einen Doppelzweier mit Hugo Boucheron. Die beiden gewannen die Silbermedaille bei den Europameisterschaften. Mit einem sechsten Platz bei den Weltmeisterschaften vor heimischem Publikum qualifizierten sich die beiden auch für die Olympischen Spiele 2016. Nachdem die beiden den siebten Platz bei den Europameisterschaften 2016 belegt hatten, erreichten sie bei der Olympischen Regatta 2016 in Rio de Janeiro das A-Finale und wurden schließlich Sechste. Auch bei den Weltmeisterschaften erreichten Androdias und Boucheron den sechsten Platz im Doppelzweier. 2018 gewannen die beiden die Titel bei den Europameisterschaften in Glasgow und den Weltmeisterschaften in Plowdiw. Nach einem sechsten Platz bei den Europameisterschaften 2019 belegten die beiden den neunten Platz bei den Weltmeisterschaften. 2021 siegten sie bei den Europameisterschaften in Varese. Bei den Olympischen Spielen in Tokio gewannen die Franzosen die Goldmedaille mit 0,2 Sekunden Vorsprung auf die Niederländer Melvin Twellaar und Stef Broenink.
2022 erreichte Androdias im Weltcup zweimal das A-Finale im Einer. Bei den Weltmeisterschaften in Račice u Štětí siegten Boucheron und Androdias im Doppelzweier vor den Spaniern und den Australiern. Nach einem achten Platz bei den Europameisterschaften 2023 in Bled belegten Boucheron und Androdias 2024 den achten Platz bei den Olympischen Spielen in Paris.